# باول جونسون
باول جونسون (بالإنجليزية: Paul Johnson)‏ (19 سبتمبر 1955 بستوك أون ترينت في المملكة المتحدة - ) هو لاعب كرة قدم بريطاني في مركز الوسط. لعب مع ستوك سيتي ونادي تشستر سيتي ونادي ألترينتشام.

## وصلات خارجية
- باول جونسون على موقع قاعدة بيانات كرة القدم.إي يو (الإنجليزية)